# Fons de l'ull

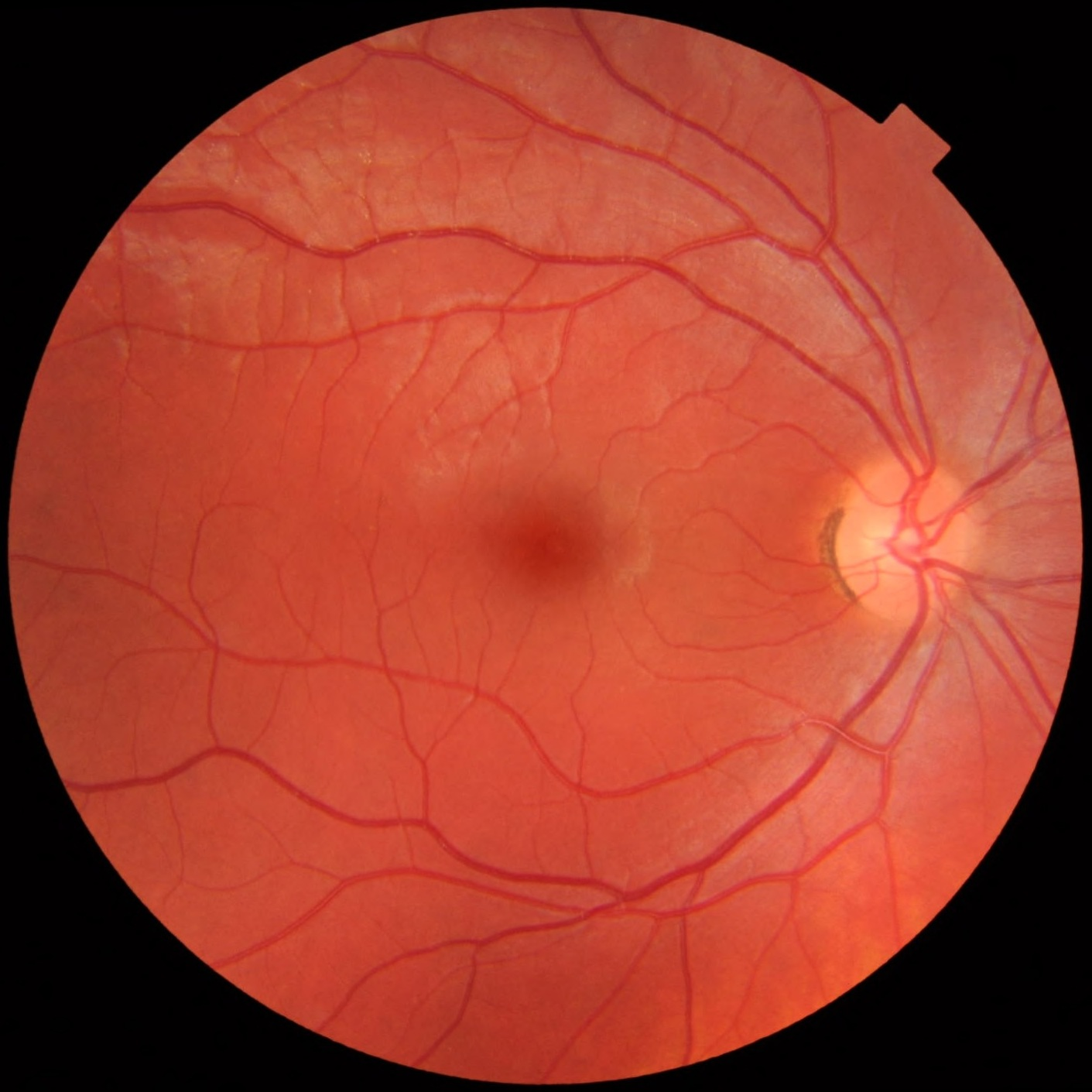
Imatge del fons d'ull dret

El fons de l'ull és una exploració que es realitza en medicina per visualitzar a través de la pupil·la la porció posterior i interior de l'ull humà. Existeixen diverses formes de realitzar-la: la més utilitzada és mitjançant un instrument òptic anomenat oftalmoscopi. Gràcies a aquest procediment es poden observar diferents estructures internes del globus ocular com la màcula retinal, la retina i la papil·la òptica entre d'altres. També és possible visualitzar directament els vasos sanguinis de la retina i detectar qualsevol anomalia que presentin. Els principals procediments que s'utilitzen per realitzar l'exploració són els següents:
- Oftalmoscòpia directa: és el més fàcil i el més utilitzat.
- Oftalmoscòpia indirecta: permet l'observació estereoscòpica d'un sector ampli de la retina. Generalment la realitza l'especialista en oftalmologia.
- Retinografia: té l'avantatge que es poden emmagatzemar les imatges obtingudes en un sistema informàtic per a la seva posterior visualització.
- Biomicroscòpia: s'empra un dispositiu anomenat làmpada de fenedura que permet obtenir imatges molt ampliades i de gran qualitat.